# ديني كاردين
ديني كاردين (بالإيطالية: Denny Cardin)‏ هو لاعب كرة قدم إيطالي، ولد في 3 أغسطس 1988 في Monastier di Treviso ‏ في إيطاليا. شارك مع Italy national football C team ‏. أما مع النوادي، فقد لعب مع أتالانتا ونادي فوجيا ونادي كاربي ونادي مانتوفا.

## وصلات خارجية
- ديني كاردين على موقع قاعدة بيانات كرة القدم.إي يو (الإنجليزية)